# Eisenkappel-Vellach
Eisenkappel-Vellach è un comune austriaco di 2 399 abitanti nel distretto di Völkermarkt, in Carinzia; ha lo status di comune mercato (Marktgemeinde). Abitato anche da sloveni della Carinzia, è un comune bilingue; il suo nome in sloveno è Železna Kapla-Bela.  È il comune più meridionale dell'Austria.
È stato istituito nel 1939 con la fusione dei comuni soppressi di Eisenkappel (fino al 1890 "Kappel") e Vellach; capoluogo comunale è Bad Eisenkappel.

## Geografia antropica

### Suddivisioni amministrative
Il territorio comprende 14 località (tra parentesi il nome in lingua slovena), di cui nove comuni catastali (quelli segnati con l'asterisco):
- Bad Eisenkappel (Železna Kapla) 874 ab. *
- Blasnitzen (Spodnja Plaznica) 65 ab.
- Ebriach (Obirsko) 290 ab. *
- Koprein Petzen (Pod Peco) 12 ab. *
- Koprein Sonnseite (Koprivna) 29 ab. *
- Leppen (Lepena) 174 ab. *
- Lobnig (Lobnik) 100 ab. *
- Rechberg (Rebrca) 137 ab. *
- Remschenig (Remšenik) 62 ab. *
- Trögern (Korte) 19 ab. *
- Unterort (Podkraj) 38 ab.
- Vellach (Bela) 280 ab.
- Weißenbach (Bela) 4 ab.
- Zauchen (Suha) 110 ab.

## Geografia fisica
Monti principali:
- Velika Baba (2.127 m) situato al confine con Jezersko